# トヨペット・トレーラーコーチ
トヨペット・トレーラーコーチはトヨタ自動車が1960年（昭和35年）に発表したキャンピングトレーラー。ショーモデルとして公開され、販売には至らなかった。

## 概要
日本国内のメーカーの手による、ある程度の数の量産を想定した初めてのモデルとして発表されたショーモデルである。キャッチフレーズは「走るスイート・ホーム」。当時の日本のキャンピングカー市場（自作を除く市販車）は、自走式であるかトレーラーであるかを問わず、輸入モデルあるいは特注架装しか選択肢が無かった。

## 仕様
一軸の箱型トレーラー。牽引時に車体上半分を折りたたみ、使用時に展開させるテント構造とし、全高を低く抑えた。これによって、重心を下げ、前面投影面積を小さくして空気抵抗を減らすことで親車両の操縦安定性の確保と負荷の低減を図り、受風面積が減ることで横風によるスネーキング現象の発生を抑え、運転中の後方視界を確保した。
就寝定員は大人3名 + 子供1名（なお、キャンピングトレーラー内への走行中の乗車は日本の法律では禁じられている）。ベッドは昼間時のソファーと兼用の組み立て式。車体が折りたたみ式ボディーのため2段ベッドではない。ベッドスペースを確保しながら運転時に扱いやすい大きさまでサイズを詰め、全長3,300 mm × 全幅1.920 mm とした。小型車枠の変更により、全幅上限は1,500 mm から現在に至る1,700 mm に変更されていたが、当時の感覚では大きかった。しかし室内高は十分とは言えず、大人が立てる寸法では無かった。
室内にはガスレンジ付調理台が装備された。後背面に出入口、開閉可で十分な大きさの窓が左右側面と後背面に装備された。前面にはトイレが車外に張り出し、またそのため窓はない。
車体下半はスチール製で、ホイールアーチはない。尾灯は初代コロナの流用である。車台は角パイプ溶接のフレーム式で、トウバー（牽引棒）も一体である。サスペンションはリーフリジッドで、慣性ブレーキとレバー式のパーキングブレーキを持つ。ホイールには1950年代のトヨタ車に共通の、中心に丸みを帯びた「T」マークがプレスされたメッキのハーフキャップが備わる。

## 公開
1960年（昭和35年）10月の第6回全日本自動車ショウへの出品のほか、各地の展示会でも披露され、カタログまで用意されたが、自家用車の普及もこれからという時期でもあり、販売には至らなかった。
この自動車ショウの直前に発表された、強力な1.900 cc の3R型エンジンを新たに搭載したRS30系クラウン（1960年10月）が牽引車（親車）として想定されており、共に展示された。各種走行実験もクラウンで行われた。
フランスベッド（後に分社しFCC = フランスベッドキャンピングカークラブとなる）から、本格的なキャンピングトレーラーであるキャラベルエアが登場するのは、ちょうど10年後のこととなる。